# Бекбаева, Майя Толегеновна
Майя Толегеновна Бекбаева (каз. Майя Төлегенқызы Бекбаева, род. 12 февраля 1979, Урджар, Семипалатинская область) — казахстанская журналистка, телеведущая, блогер, редактор и продюсер. Автор множества популярных передач и документальных фильмов об истории Казахстана. Занимала должность генерального директора международного спутникового телеканала «Jibek Joly» (ранее Kazakh TV) с 2019 до 2022 года.

## Биография
Родилась 12 февраля 1979 года в селе Урджар Семипалатинской области. С отличием окончила среднюю школу им. Максима Горького, была примером и гордостью школы, участвуя в многочисленных городских и республиканских олимпиадах по русскому языку и литературе. Со своей профессией Майя определилась ещё в детстве, когда в 12 лет начала работать юным корреспондентом в местной газете «Пульс времени».
- В 2000 году работала сначала журналистом, а затем ведущей службы новостей телеканала «Шахар».
- В 2002 году окончила факультет международной журналистики КазНУ с красным дипломом.
- В 2005 году Майя стала журналистом и шеф-редактором Алматинского телеканала «Таң».
- В 2009 году вела новостную программу на телеканале «Казахстан» до 2011 года.
- В 2010 году была автором и ведущей программ «Статус-столица», «Личная территория», вечерний блок новостей.
- В 2012 году работала на Седьмом канале ведущей новостей, программ: «Другими словами», ток-шоу «Выход есть» и «Моя история»
- В 2016 году автор и ведущая цикла документальных фильмов «Тайны. Судьбы. Имена» на телеканале «Хабар»[3]
- С 2019 года назначена генеральным директором телеканала «Kazakh TV»[4].
- В 2023 год автор и ведущая цикла документальных фильмов «Тайны. Судьбы. Народ Казахстана» на телеканале «Хабар».

## Награды
- Премия «Народный любимец» в номинации «Остроумный тележурналист» (2013)[5]
- «Телеведущая года» (2014)
- Юбилейная медаль «25 лет Ассамблеи народа Казахстана» (2020);
- Медаль «Единства народа Казахстана» (2020);
- Юбилейная медаль «30 лет независимости Республики Казахстан» (2021);
- Благодарственное письмо Первого Президента Республики Казахстан с вручением золотого нагрудного знака (2021);
- Обладательница телевизионной премии «Тумар» в номинации лучшее документальное кино (2022);
- Золотая медаль им. Мухтара Ауэзова (TÜRKSOY) — за работу над документальным фильмом о Мухтаре Ауэзове «Живая мишень». (2022);[6]
- Указом президента РК от 24 октября 2023 года награждена орденом «Курмет» (награда вручена из рук президента РК в Акорде);[7]
- Звания «Почётный гражданин города Семей» (2023)[8]
- Юбилейная медаль «30 лет Ассамблеи народа Казахстана» (2025);